# 挾間町東院
挾間町東院（はさままちとい）とは、大分県由布市内の大字。郵便番号は879-5510。

## 地理
由布市の東端部に位置し、大分川水系の東院川の上流部に位置する。大分大学挾間キャンパス・医学部附属病院があり、学生街となっているほか大分市のベッドタウンを形成されている。もとは由布川村の一部であり、合併・町制施行で挾間町となっているが、1956年4月1日に挾間町宮苑・挾間町東院の一部が大分郡大分村に編入されており、隣接する大分市東院と同一の地名になっている。また、時期不明（少なくとも大分医科大学開校以降）だが東院の一部・古野の一部で住居表示を行い、挾間町医大ケ丘が成立した。挾間町医大ケ丘、挾間町古野、挾間町三船、大分市東院と接する。

## 歴史
- 1954年10月1日 - 大分郡挾間村・谷村・石城川村・由布川村が合併し、挾間村が成立。（大分郡挾間村）
- 1955年4月1日 - 町制施行し、挾間町となる。（大分郡挾間町大字東院）
- 1956年4月1日 - 挾間町の一部（宮苑・東院の一部）が大分市に編入。
- 1970年代以降 - 東院の一部・古野の一部で住居表示を行い、挾間町医大ケ丘が成立、住居表示を実施。
- 2005年10月1日 - 挾間町・庄内町・湯布院町で新設合併、市政施行で由布市が成立。大字表記および、小字、番地の「の」が廃止される。（由布市挾間町東院）[3]。

## 小・中学校の学区
市立小・中学校に通う場合、学区は以下の通りとなる。
| 町名       | 小学校               | 中学校             |
| ---------- | -------------------- | ------------------ |
| 挾間町東院 | 由布市立由布川小学校 | 由布市立挾間中学校 |

## 交通

### バス
大分バス、由布市が運営するコミュニティバスに転換している。
大分バスはL22系統 金池ターミナル - 大分 - 大石町 - 大学病院 -赤野線が運行されている。

### 道路
- 大分県道601号小挾間大分線